# Октябрський (Алейський район)
Октя́брський (рос. Октябрьский) — селище у складі Алейського району Алтайського краю, Росія. Входить до складу Алейської сільської ради.

## Населення
Населення — 183 особи (2010; 201 у 2002).
Національний склад (станом на 2002 рік):
- росіяни — 74 %